# 道爾斯 (伊利諾伊州)
道爾斯（英語：Doyles）是位於美國伊利諾伊州克拉克縣的一個非建制地區。該地的面積和人口皆未知。

## 地理
道爾斯的座標為39°28′33″N 87°52′19″W / 39.47583°N 87.87194°W，而該地的平均海拔高度為204米（即669英尺）。